# Lijst van Stolpersteine in Bergen

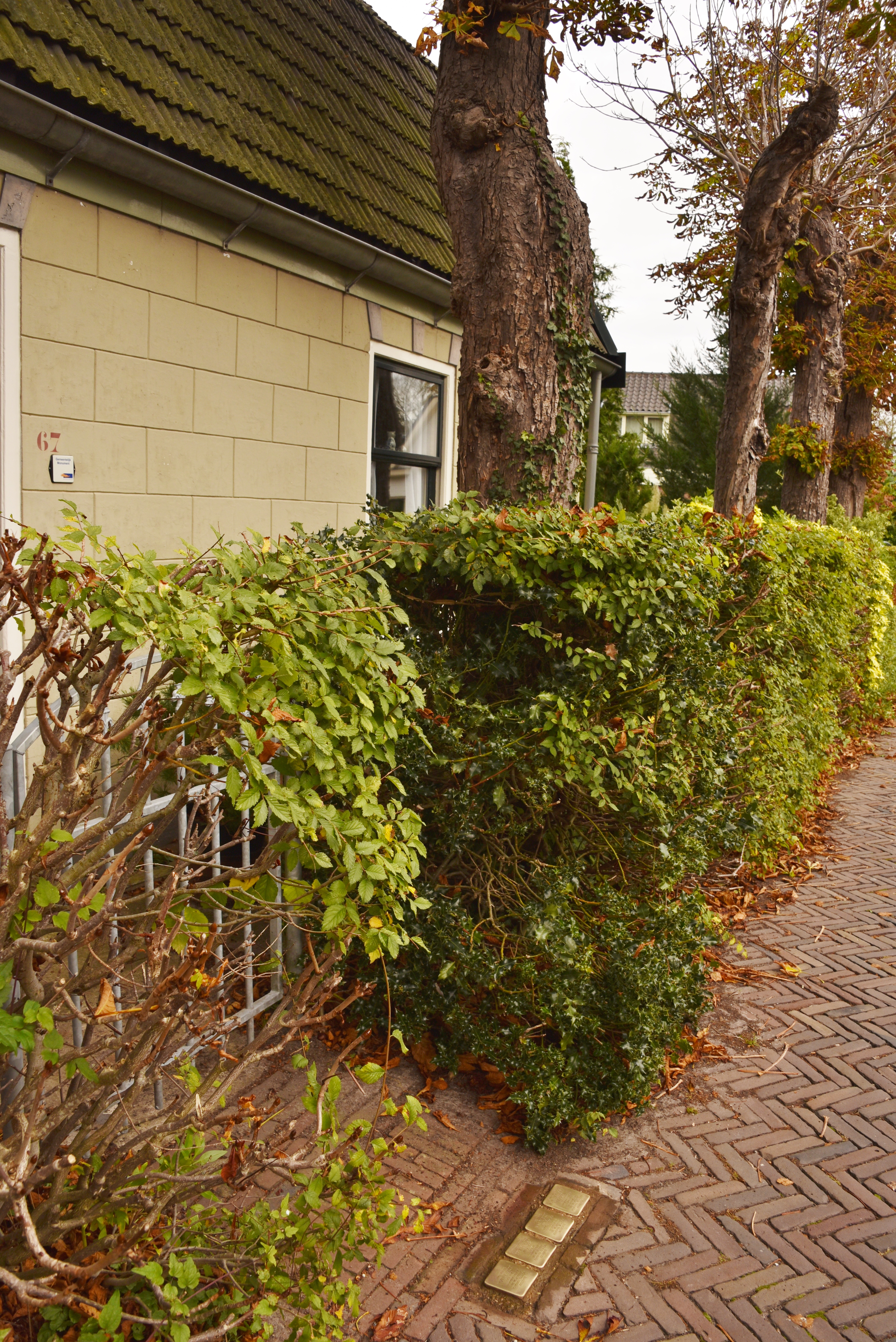
Stolpersteine voor familie De Groot in Bergen

De lijst van Stolpersteine in Bergen geeft een overzicht van de gedenkstenen die in de gemeente Bergen in de Nederlandse provincie Noord-Holland zijn geplaatst in het kader van het Stolpersteine-project van de Duitse beeldhouwer-kunstenaar Gunter Demnig.
Stolpersteine zijn opgedragen aan slachtoffers van het nationaalsocialisme, al diegenen die zijn vervolgd, gedeporteerd, vermoord, gedwongen te emigreren of tot zelfmoord gedreven door het nazi-regime. Demnig legt voor elk slachtoffer een aparte steen, meestal voor de laatste zelfgekozen woning.
Omdat het Stolpersteine-project doorloopt, kan deze lijst onvolledig zijn.

## Stolpersteine
In de gemeente Bergen liggen zestien Stolpersteine: twaalf in Bergen, een in Egmond aan Zee en drie in Schoorl.

### Bergen
In het dorp Bergen liggen twaalf Stolpersteine op vijf adressen.
| Afbeelding | Inscriptie | Adres                                                      | Herdachte persoon                       |
| ---------- | --- | ---------------------------------------------------------- | --------------------------------------- |
|            | HIER WOONDE META HENRIËTTE ELION GEB. 1913 GEDEPORTEERD 1943 UIT WESTERBORK VERMOORD 30.4.1943 SOBIBOR                                                                   | Loudelsweg 64 (nu 54)                                      | Meta Henriëtte Elion (1913-1943)        |
|            | HIER WOONDE RUBEN ELION GEB. 1880 VLUCHT IN DE DOOD 8.6.1942 LANDSMEER                                                                                                   | Loudelsweg 64 (nu 54)                                      | Ruben Elion (1880-1942)                 |
|            | HIER WOONDE ROSALIE ELION- WIJNKOOP GEB. 1882 GEDEPORTEERD 1943 UIT WESTERBORK VERMOORD 30.4.1943 SOBIBOR                                                                | Loudelsweg 64 (nu 54)                                      | Rosalie Elion-Wijnkoop (1882-1943)      |
|            | HIER WOONDE ANNA DE GROOT GEB. 1914 GEÏNTERNEERD 1943 VUGHT GEDEPORTEERD UIT WESTERBORK VERMOORD 24.9.1943 AUSCHWITZ                                                     | Dorpsstraat 67 (huis ‘Kijk uit’)                           | Anna de Groot (1914-1943)               |
|            | HIER WOONDE DAVID DE GROOT GEB. 1879 GEDEPORTEERD 1943 UIT WESTERBORK VERMOORD 12.2.1943 AUSCHWITZ                                                                       | Dorpsstraat 67 (huis ‘Kijk uit’)                           | David de Groot (1879-1943)              |
|            | HIER WOONDE MARIANNA ELISABETH DE GROOT GEB. 1918 GEÏNTERNEERD 1943 VUGHT GEDEPORTEERD UIT WESTERBORK VERMOORD 24.9.1943 AUSCHWITZ                                       | Dorpsstraat 67 (huis ‘Kijk uit’)                           | Marianna Elisabeth de Groot (1918-1943) |
|            | HIER WOONDE BETJE DE GROOT- WAGENAAR GEB. 1872 GEDEPORTEERD 1943 UIT WESTERBORK VERMOORD 12.2.1943 AUSCHWITZ                                                             | Dorpsstraat 67 (huis ‘Kijk uit’)                           | Betje de Groot-Wagenaar (1872-1943)     |
|            | HIER WOONDE MORIZ REIF GEB. 1860 GEDEPORTEERD 1943 UIT WESTERBORK VERMOORD 9.4.1943 SOBIBOR                                                                              | Breelaan 47 (pension De Haemstede)                         | Moriz Reif (1860-1943)                  |
|            | HIER WOONDE BERTHA REIF- STRAKOSCH GEB. 1870 GEDEPORTEERD 1943 UIT WESTERBORK VERMOORD 9.4.1943 SOBIBOR                                                                  | Breelaan 47 (pension De Haemstede)                         | Bertha Reif-Strakosch (1870-1943)       |
|            | HIER WOONDE SIMON TRIJTEL GEB. 1889 GEDEPORTEERD 1943 UIT WESTERBORK VERMOORD 2.7.1943 SOBIBOR                                                                           | Breelaan 79 (pension De Reigershoek, nu Wittenburgh op 89) | Simon Trijtel (1889-1943)               |
|            | HIER WOONDE HEINTJE TRIJTEL- MELKMAN GEB. 1887 GEDEPORTEERD 1943 UIT WESTERBORK VERMOORD 2.7.1943 SOBIBOR                                                                | Breelaan 79 (pension De Reigershoek, nu Wittenburgh op 89) | Heintje Trijtel-Melkman (1887-1943)     |
|            | HIER WOONDE VINCENT WEIJAND GEB. 1921 GEARRESTEERD 27.7.1944 OMMEN GEÏNTERNEERD ERIKA, ARNHEM, AMERSFOORT GEDEPORTEERD 1944 UIT WESTERBORK VERMOORD 21.2.1945 BUCHENWALD | Kerkedijk 3 (nu Landweg 2)                                 | Vincent Weijand (1921-1945)             |

### Egmond aan Zee
In Egmond aan Zee ligt een Stolperstein.
| Afbeelding | Inscriptie | Adres                 | Herdachte persoon                                                                        |
| ---------- | --- | --------------------- | ---------------------------------------------------------------------------------------- |
|            | HIER WOONDE SELMA ROSETTA ISIDORA LEIJDESDORFF GEB. 1906 GEDEPORTEERD 1942 UIT WESTERBORK VERMOORD 17.9.1942 AUSCHWITZ | Wiardi Beckmanlaan 42 | Selma Rosetta Isidora Leijdesdorff (1906-1942) Tante en naamgenote van Selma Leydesdorff |

### Schoorl
In Schoorl liggen drie Stolpersteine op twee adressen.
| Afbeelding | Inscriptie | Adres          | Herdachte persoon                    |
| ---------- | --- | -------------- | ------------------------------------ |
|            | HIER WOONDE PHILIP MOK GEB. 1920 GEïNTERNEERD 10-2-1943 VUGHT GEDEPORTEERD 6-7-1943 UIT WESTERBORK VERMOORD 9-7-1943 SOBIBOR            | Duinweg 115    | Philip Mok (1920-1943)               |
|            | HIER WOONDE SONJA RITA DE KADT-SWAAP GEB. 1919 GEARRESTEERD 9-8-1942 GEDEPORTEERD 10-8-1942 UIT WESTERBORK VERMOORD 30-9-1942 AUSCHWITZ | Boschmanweg 11 | Sonja Rita De Kadt-Swaap (1919-1942) |
|            | HIER WOONDE LOUIS DE KADT GEB. 1913 GEARRESTEERD 9-8-1942 GEDEPORTEERD 10-8-1942 UIT WESTERBORK VERMOORD 2-9-1942 AUSCHWITZ             | Boschmanweg 11 | Louis De Kadt (1913-1942)            |

## Data van plaatsingen
- 29 februari 2016: Egmond aan Zee, een Stolperstein op Wiardi Beckmanlaan 42
- 24 april 2020: Bergen, twaalf Stolpersteine op Breelaan 47 & 79, Dorpsstraat 67, Kerkedijk 3, Loudelsweg 64
- 29 januari 2024: Schoorl, drie Stolpersteine op Boschmanweg 11, Duinweg 115